# 刘全义
刘全义（1939年7月—2017年10月10日），内蒙古巴林左旗人，中华人民共和国政治人物。

## 生平
1959年5月参加工作，1968年12月，加入中国共产党。1968年3月至1983年12月，先后在内蒙古骑兵第五师、内蒙古军区政治部、呼伦贝尔盟军分区政治部工作；1983年12月至1985年12月任内蒙古军区政治部保卫处处长；1985年12月至1988年5月，任阿拉善盟军分区政治部主任；1988年5月至1995年11月，先后任内蒙古自治区人大常委会法制工作委员会委员、民族委员会副主任；1995年11月至1999年11月，任内蒙古自治区人大常委会法制工作委员会主任、常委会委员；1999年11月至2001年1月，任内蒙古自治区人大常委会委员；2001年1月，任内蒙古自治区人大法制委员会委员、常委；2004年12月退休。2017年10月10日，在呼和浩特逝世，享年78岁。